# راسموس فالك ينسن
راسموس فالك ينسن (15 يناير 1992 الدنمارك - ) هو لاعب كرة قدم دانمركي، يلعب كمهاجم.

## روابط خارجية
- راسموس فالك ينسن على موقع الاتحاد الدولي (مؤرشف)  (الإنجليزية)
- راسموس فالك ينسن على موقع الاتحاد الأوربي (الإنجليزية)
- راسموس فالك ينسن على موقع قاعدة بيانات كرة القدم.إي يو (الإنجليزية)
- راسموس فالك ينسن على موقع ناشيونال فوتبول تيمز (الإنجليزية)
- راسموس فالك ينسن على موقع Soccerway.com (الإنجليزية)
- راسموس فالك ينسن على موقع عالم كرة القدم.نت (الإنجليزية)
- راسموس فالك ينسن على موقع AS.com (الإسبانية)